# 太宗武烈王陵碑
太宗武烈王陵碑（たいそうぶれつおうりょうひ、ハングル: 태종무열왕릉비〈テジョンムヨルワンヌンビ〉）は、韓国、慶尚北道の慶州市西岳洞に位置する武烈王陵にある新羅時代（7世紀）に建立された武烈王の陵墓の石碑である。1962年12月20日、大韓民国国宝第25号に指定された。新羅太宗武烈王陵碑（ハングル: 신라 태종무열왕릉비）と称されたが、現在の指定名称は慶州太宗武烈王陵碑（ハングル: 경주 태종무열왕릉비）となる。また、単に武烈王陵碑（ハングル: 무열왕릉비）と称されることもある。

## 概要
慶州市の西岳洞（ハングル: 서악동〈ソアクトン〉）地区に並ぶ墳丘墓（西岳洞古墳群）の東端、新羅の三国統一を推進した第29代王の武烈王（太宗武列王、ハングル: 태종무열왕〈テジョンムヨルワン〉、在位654-661年）陵の傍らに位置する。文武王元年（661年〈662年〉）のものとされ、朝鮮において螭首（ちしゅ）と亀趺（きふ）を持つ碑石としては、現存する最古のものとなる。
碑石は西南方向を向き、全高2.1メートル。カメ（贔屓）の形をかたどる亀趺は、高さ1.03メートルで、全長3.8メートル (3.33m) 、幅2.49メートル (2.54m)。長方形の基石上にある。碑石の螭首は、高さ1.06メートル、幅1.36メートル、厚さ0.36メートルである。碑座は1.73×0.86メートル。武烈王の次男、金仁問による碑文が刻まれていたといわれる碑身（ひしん）は今日なく、花崗岩による亀趺と螭首のみ残存する。

## 装飾彫刻
台座石の亀趺の頭部や背甲（甲羅）には文様が刻まれ、背に亀甲文（きっこうもん）、その周縁に飛雲文（ひうんもん）、頭上と頸下に宝相華文（ほうそうげもん）が見られるほか、背部の中央に碑身を載せるための蓮華座（反花座〈かえりばなざ〉）がある。
螭首には6体の竜（螭・螭竜）が彫られ、左右対称をなすように左・右より絡み合いながら中央の球体（如意宝珠）を取り合う姿が描かれる。その中央下部の高さ42センチメートル、幅33センチメートルに「太宗武烈大王之碑」の2行8文字の篆書（てんしょ）による篆額（てんがく）が陽刻されている。

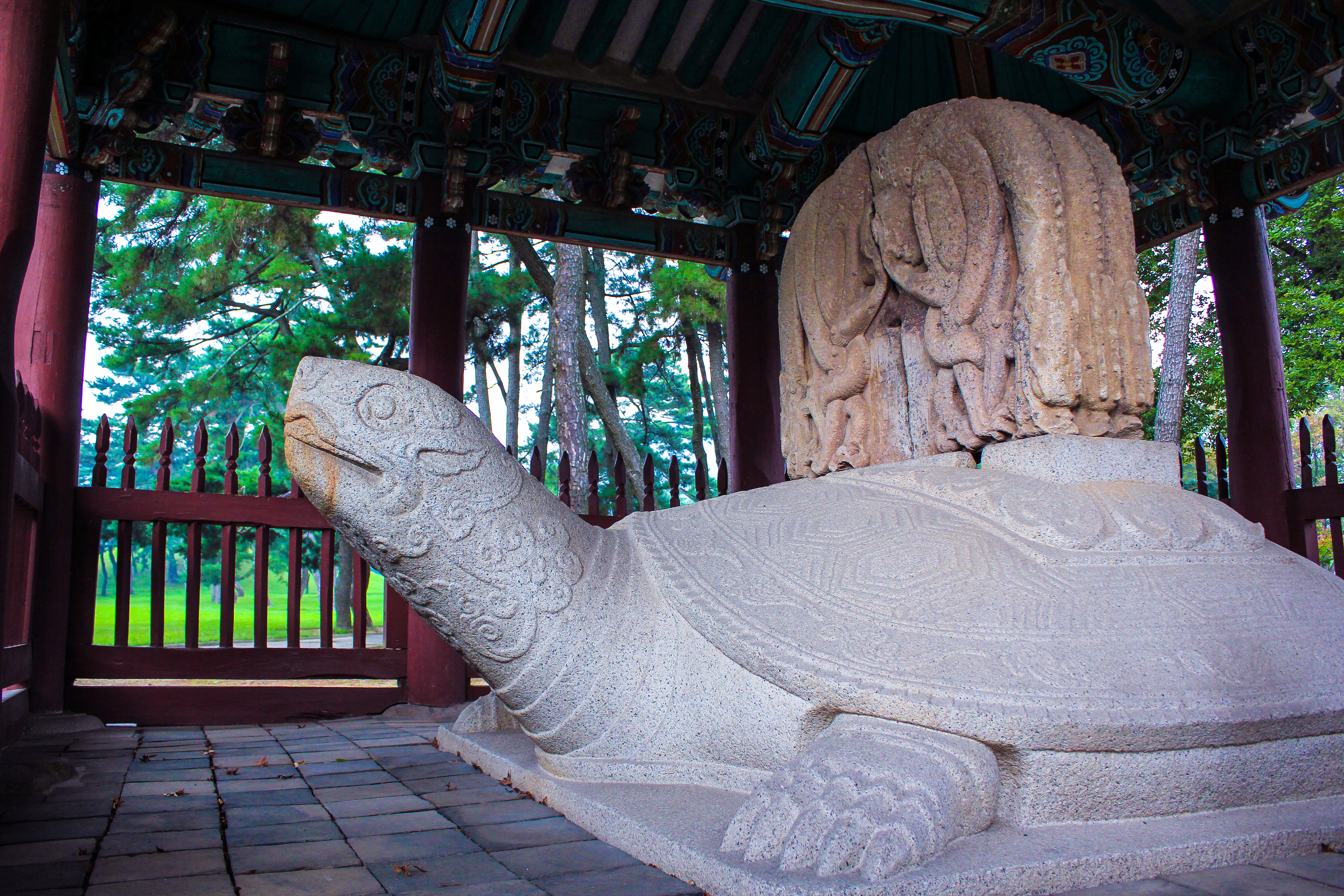
亀趺と螭首
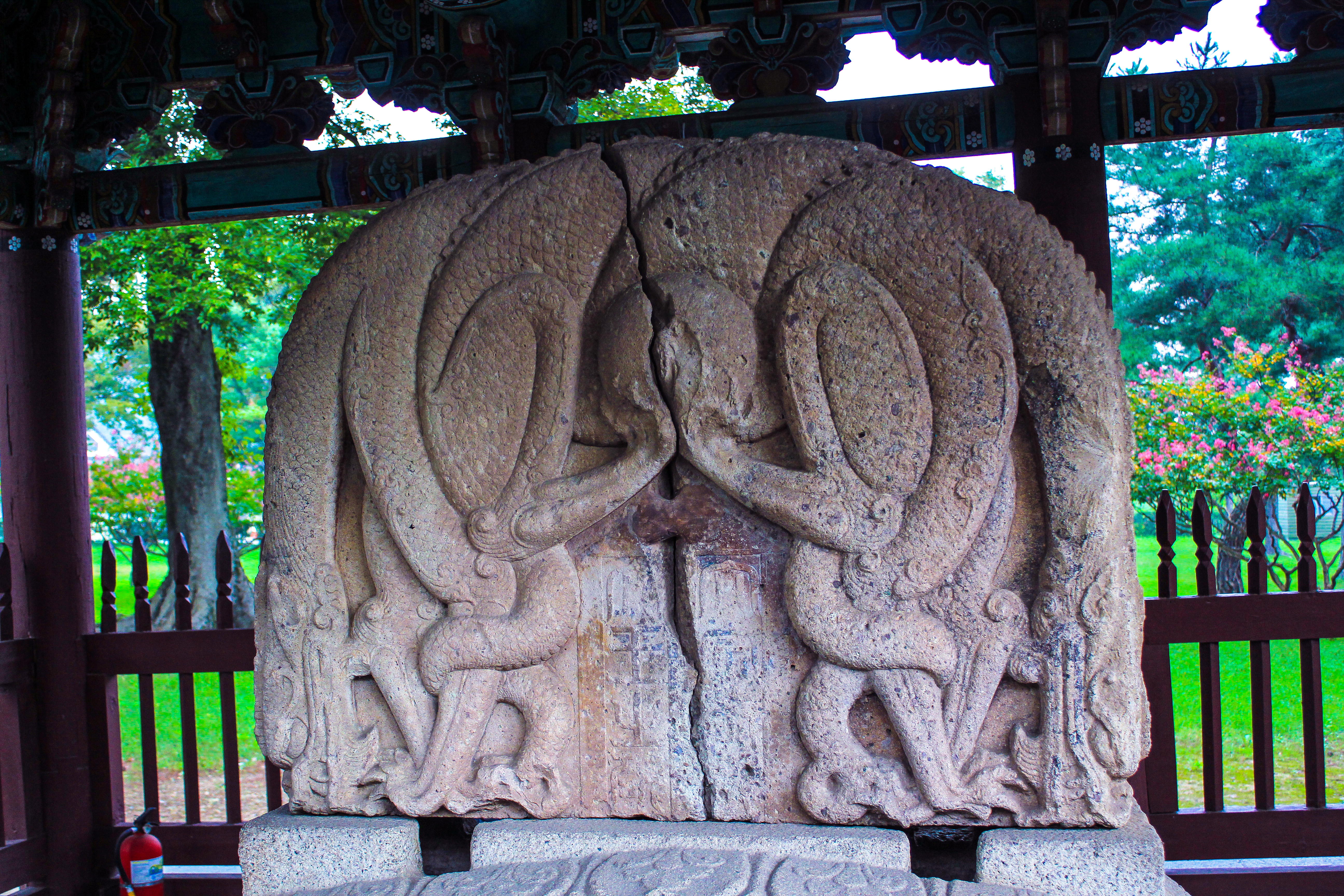
螭首